# Francis Fisher
Francis Marion Bates Fisher, né le 22 septembre 1877 et mort le 24 juillet 1960, est un joueur de tennis et homme politique australien, finaliste des championnats d'Australasie en 1906.

## Palmarès (partiel)

### Finale en simple messieurs
| No | Date       | Nom et lieu du tournoi                   | Catégorie | Surface      | Vainqueur       | Score         |  |
| -- | ---------- | ---------------------------------------- | --------- | ------------ | --------------- | ------------- |  |
| 1  | 26-12-1906 | Australasian Championships, Christchurch | G. Chelem | Gazon (ext.) | Anthony Wilding | 6-0, 6-4, 6-4 |  |